# 世の終わりのための四重奏曲

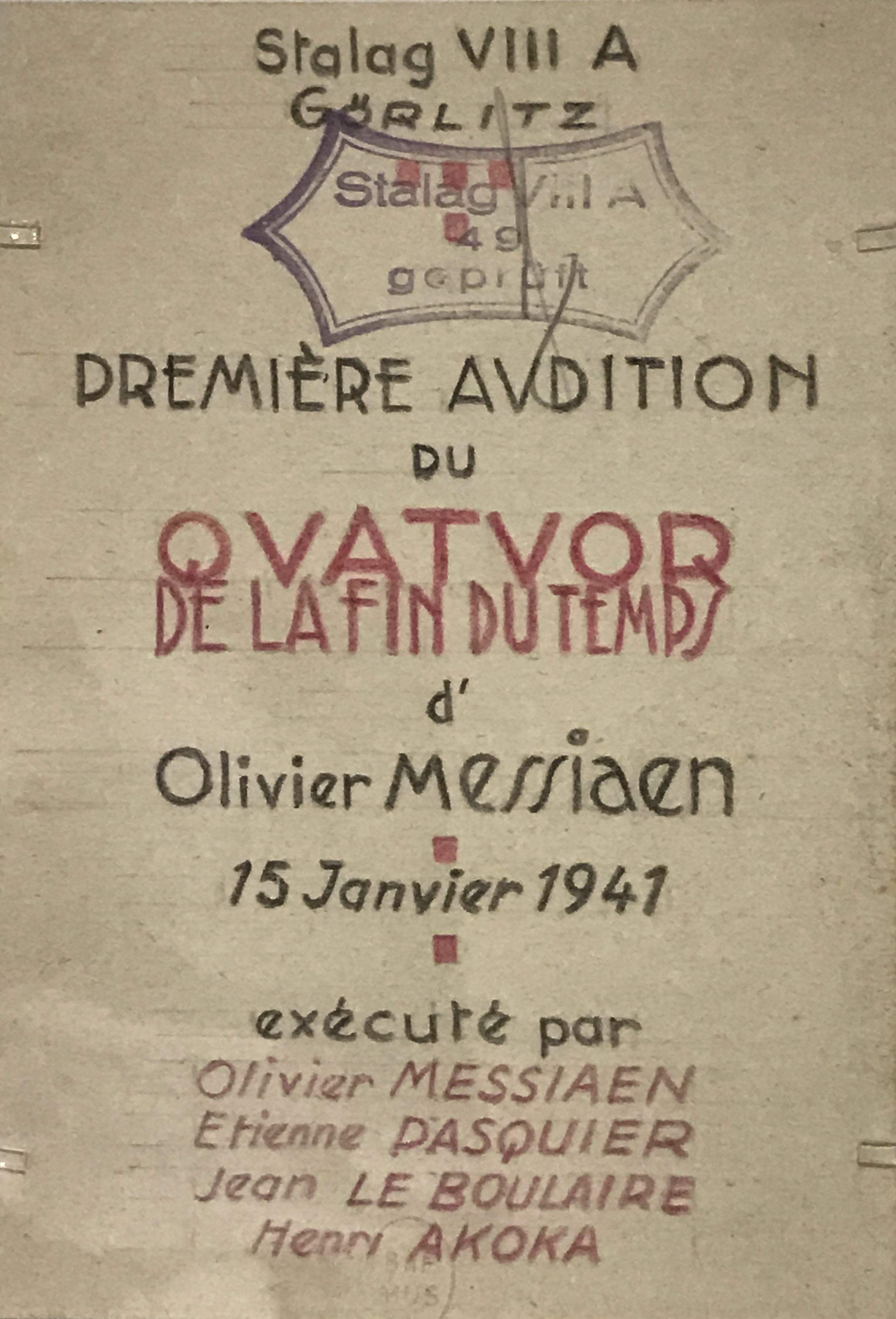
初演の招待状

『世の終わりのための四重奏曲』（よのおわりのためのしじゅうそうきょく、仏: Quatuor pour la Fin du Temps）は、1940年にオリヴィエ・メシアンが作曲した四重奏曲。第二次世界大戦でドイツ軍の捕虜となり、ゲルリッツにあったStalag VIII-A（第8A捕虜収容所）に収容されていたときに作曲された。曲想は『ヨハネの黙示録』10章に基づく。
原題は直訳すれば『時の終わりのための四重奏曲』であり（そのように訳される場合もある）、『世の終わり〜』は意訳であると言える。
なお、楽譜には作曲者自身による詳細なノートが書かれている。

## 編成
- ヴァイオリン
- クラリネット（B♭管）
- チェロ
- ピアノ

演奏時間は約50分。

## 作曲の経緯

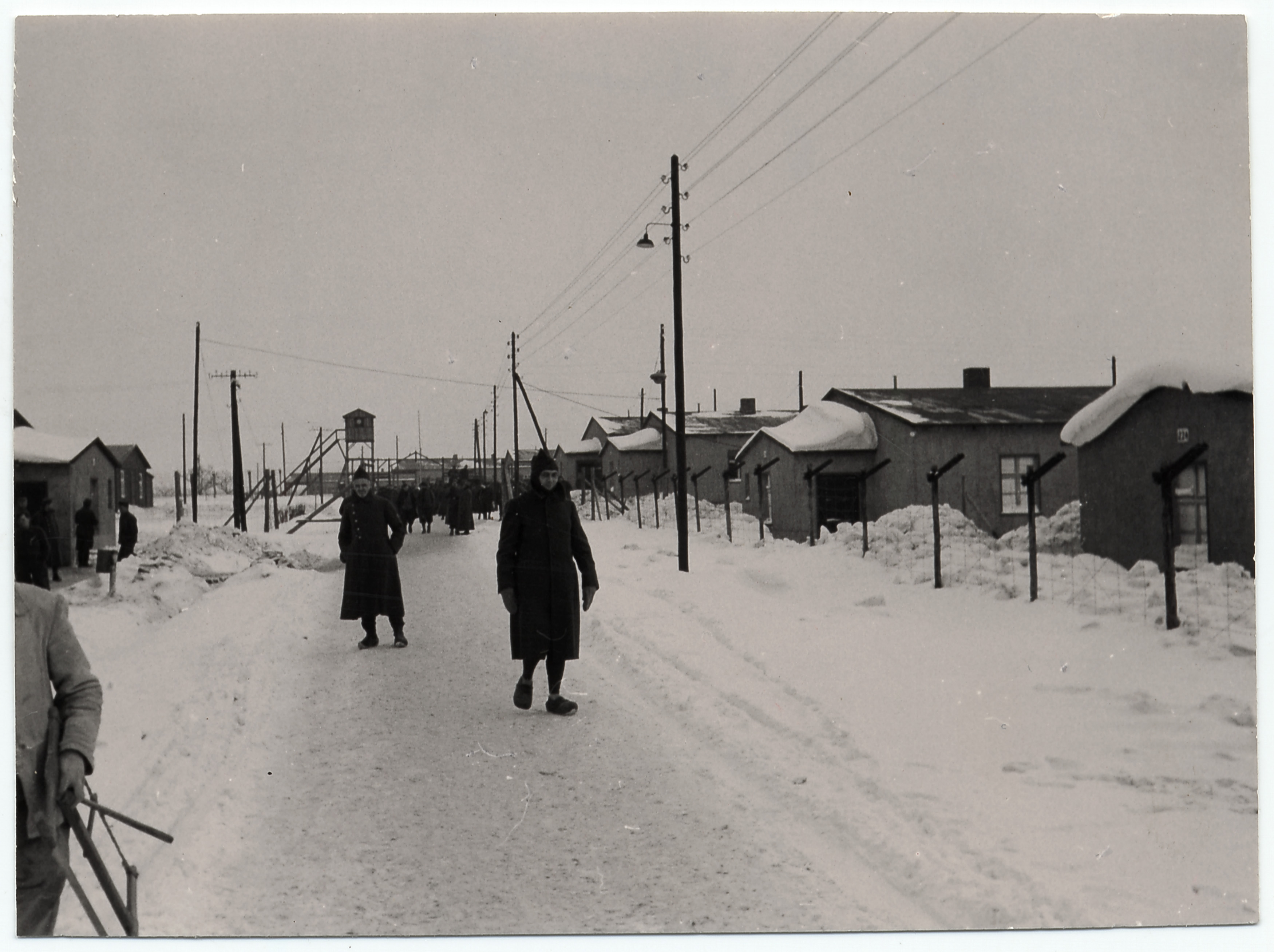
Stalag VIII-A収容所

この曲はヴァイオリン、クラリネット、チェロ、ピアノという特殊な編成であるが、この編成は第二次世界大戦中に起こるメシアンの偶然の出会いの連続で生まれた。1939年8月25日、メシアンは召集されフランス軍の兵士となる。メシアンとチェロ奏者エティエンヌ・パスキエ、クラリネット奏者アンリ・アコカは、ヴェルダンのヴォーバン要塞で出会う。メシアンは自分のクラリネットを持っていたアコカのため、要塞近郊の鳥の鳴き声にインスピレーションを得て第3楽章「鳥たちの深淵」を作曲する。しかし戦争が激化し、1940年6月20日にドイツ軍に捕らえられ、ナンシーの野営地で約3週間とどまる。アコカが「鳥たちの深淵」を初めて演奏したのはこの野営地であった。その後3人はゲルリッツ（現ザクセン州、一部は現在ポーランドのズゴジェレツ）のStalag VIII-A（第8A捕虜収容所）に移送される。
収容所は捕虜の急増により環境が悪化し、食糧不足による栄養失調や寒さのため、多くの者が病気にかかった。劣悪な環境ではあったが娯楽には比較的寛容で、収容所内には図書館が設置され、オーケストラやジャズ・バンドも存在していた。第27兵舎は約400席の劇場として改築され、コンサート、バラエティーショー、映画上映や捕虜たちによる講義が行われた。音楽家は捕虜の中でも比較的優遇されており、メシアンが有名な音楽家であることが知られると捕虜の義務を免除され、作曲に集中できるよう別の棟に移された。当初メシアンが作曲していたのは三重奏曲であったが、アンリ・アコカと同じ寝棚であったヴァイオリン奏者ジャン・ル・ブレールが加わり四重奏曲となった。収容所にはチェロやヴァイオリンはいくつかあり、アコカは自分のクラリネットを持っていたが、ピアノはなかったため、四重奏曲のリハーサルは行えなかった。1940年11月にピアノが到着すると、彼らには1日4時間の練習時間が与えられた。

## 初演
初演は1941年1月15日午後6時、第27兵舎でジャン・ル・ブレール（ヴァイオリン）、アンリ・アコカ（クラリネット）、エティエンヌ・パスキエ（チェロ）、オリヴィエ・メシアン（ピアノ）によって行われた。メシアンはこの初演について、「5千人の捕虜を前に演奏された」「極寒の収容所内でチェロの弦は3本しかなかった」と回想し、「私の作品がこれほどの集中と理解をもって聴かれたことはなかった」と語っているが、実際には初演の会場は上記のように400席程度の大きさであり、パスキエは間違いなく弦は4本あったと主張している。
初演の後、4人の名声は確かなものとなったが、彼らの処遇には差があった。初演から1か月も経たない1941年2月にメシアンとパスキエは収容所から解放された。一方でアコカとル・ブーレールは収容所に捕らえられたままだった。アコカは解放される2人とともに列車に乗り込もうとしたところ、ユダヤ人であることを理由に連れ戻された。その後、アコカは温暖なアルジェリア出身であることが考慮され、一時的にブルターニュ地方のディナンに移送される。そして1941年4月に再び第8A捕虜収容所に送り返される途中、ヨンヌ県のサン・ジュリアン・デュ・ソー付近で列車から飛び降り脱走した。アコカは怪我を負い気を失ったが、手当てをした医師の協力で自由地域に到着することができた。ル・ブレールは1941年末ごろ、ブリュル太尉が作成した偽の書類によって解放された。他の3人は音楽家としての道を続けたが、ル・ブレールはヴァイオリン奏者の道を諦め、ジャン・ラニエという名前で俳優に転身する。またメシアンら3人も年月が経つにつれ徐々に疎遠になり、初演のメンバーが再び集まることはなかった。収容所のバラックは取り壊され、現在は跡地に記念碑が残るのみである。2008年はメシアン生誕100年にあたり、収容所跡でこの曲の再演が行われた。

## 構成
8楽章からなる。8は、天地創造の6日の後の7日目の安息日が延長し不変の平穏な8日目が訪れる、その8に由来する、とされる。
1. 水晶の典礼 Liturgie de cristal
Bien modéré, en poudroiement harmonieux
移調の限られた旋法とリズム・セリーによって異なる周期の時間を重ね合わせ、ピアノによる透明な水晶の和音とチェロによる高音のグリッサンドとが多次元的に層をなし、その朝靄の中にヴァイオリンによるクロウタドリとクラリネットによるナイチンゲールが即興的に囀る。それらが光の中で高揚の頂点を迎えた後、静寂の中に前奏曲としての役割を終える。
2. 世の終わりを告げる天使のためのヴォカリーズ Vocalise, pour l'Ange qui annonce la fin du Temps
Robuste, modéré
ABaの3部形式で構成され、A部分は御使いの強い力を喚起させる強固な表現を持つ。減8度音程、増8度音程や7度音程などを骨格に組み込んだ大胆でリズム的な和音がピアノによって担当されるが、その畏怖の中に、ヴァイオリンとチェロとがユニゾンで世の終わりの切迫感を表現し、クラリネットは鳥の囀りを繰り返す。A部分の結尾部は、移調の限られた旋法第2番を上行する弦によるユニゾンの後、恐怖を煽るトリルがヴァイオリン、チェロ、クラリネットと階梯導入され、ピアノは上行する複調和音のアルペジオの後、下行する和音で閉じられる。中間のB部分は天使のヴォカリーズに該当し、弦による美しいユニゾンの上を、メシアン自身が「ブルー＝オレンジ」と表現した和音が水の滝を穏やかに落とし、遥か彼方のカリヨンの響きでそれを包む。最後のa部分は、A部分の結尾部を反行型にしたもので、移調の限られた旋法第2番を下行する弦によるユニゾンの後、恐怖を煽るトリルがチェロ、ヴァイオリン、クラリネットと階梯導入され、ピアノは下行する複調和音のアルペジオの後、上行する和音で閉じられる。
3. 鳥たちの深淵 Abîme des oiseaux
Lent, expressif et triste
鳥の歌を使用したクラリネットの独奏曲で、有効に使った休符の中に満ちた深い精神的な空間と、長く引き伸ばされたクレッシェンドはクラリネットの表現力を充分に生かしており、単独に抜粋されてアンコールなどの演奏会で演奏されることもある。
4. 間奏曲 Intermède
Décidé, modéré, un peu vif
ヴァイオリン、クラリネット、チェロの三重奏。ユニゾンで協調する部分と、アンサンブル的に掛け合う部分とが効果的に構成されている。3者が模倣を引き継いだり、2者と1者とが呼応したり、短い中に三重奏の様々な姿が凝集されている。全体を通して4分の2拍子で書かれている。
5. イエスの永遠性への賛歌 Louange à l'Éternité de Jésus
Infiniment lent, extatique
チェロとピアノの二重奏。1937年にオンド・マルトノの六重奏のために作曲した組曲「美しき水の祭典」からの一曲を引用して編曲されている。全長転位音ともみなされる解決されない非和声音が曲の推進力を強く保ち、高らかに賛美を歌った後、永遠の彼方へと消えていく。
6. 7つのトランペットのための狂乱の踊り Danse de la fureur, pour les sept trompettes
Décidé, vigoureux, grantique, un peu vif
ユニゾンに終始する。変型された4分の4拍子とも見なされ、そこに付加リズムを含んで拡大・縮小される。即興的に主題が拡大され、それが大規模な姿を呈した絶頂の後、非可逆リズムによって神の奥義の成就を象徴する。初演時のタイトルは「ファンファーレ」であった。
7. 世の終わりを告げる天使のための虹の混乱 Fouillis d'arcs-en-ciel, pour l'Ange qui annonce la fin du Temps
Rêverur, presque lent
ピアノの伴奏に乗ってチェロが息の長い旋律を歌うが、ヴァイオリン、ピアノが入った激しいアンサンブルにより中断される。その後はクラリネットが旋律を歌ったのち激しいアンサンブルが再現され、ピアノを中心とした色彩豊かな部分が続いた後に、激しいアンサンブルにより締めくくられる。
8. イエスの不滅性への賛歌 Louange à l'Immortalité de Jésus
Extrêmement lent et tendre, extatique
ヴァイオリンとピアノの二重奏。1930年にオルガンのために作曲した「二枚折絵」の第二部（後にこの部分に"Le Paradis「天国」"と副題を付けている）から編曲されている。メシアンらしい、天国的な遅さの中に、じっくりと賛歌が歌われる。初演時のタイトルは「イエスの永遠性への第二讃歌」であった。

## 同じ編成の曲
- ヴァルター・ラブル：クラリネットとヴァイオリン、チェロ、ピアノのための四重奏曲 変ホ長調 作品1（1896年）
- パウル・ヒンデミット：クラリネット、ヴァイオリン、チェロ、ピアノのための四重奏曲（1938年）
- 武満徹：『カトレーンII』（クラリネット、ヴァイオリン、チェロ、ピアノ独奏とオーケストラのための『カトレーン』から、独奏を室内楽として独立）